# Alain Duran
Alain Duran, né le 2 janvier 1958 à Tarascon-sur-Ariège, est un homme politique français, il est élu sénateur de l'Ariège le 28 septembre 2014, succédant à Jean-Pierre Bel, président du Sénat, qui ne se représente pas.

## Biographie
Professeur des écoles, il est élu maire d'Arnave de 1985 à 2017 et conseiller général du canton de Tarascon-sur-Ariège de 2003 à 2015.
Sénateur de l'Ariège en octobre 2014, il ne se représente pas lors des élections sénatoriales en septembre 2020 pour raison de santé.